# دانشگاه اتاق بازرگانی تایلند
دانشگاه اتاق بازرگانی تایلند (به لاتین: University of the Thai Chamber of Commerce) یک دانشگاه در تایلند است که در بانکوک واقع شده‌است.